# Viaduc de Saint-Florent-sur-Cher
Le Viaduc de Saint-Florent-sur-Cher se trouve au sud-ouest de Bourges, sur la ligne de Saint-Florent-sur-Cher à Issoudun. Il est situé en milieu urbain, aujourd'hui pour un usage piétonnier, sur la commune de Saint-Florent-sur-Cher dans le département du Cher, en France. Il enjambe deux routes et deux bras du Cher.

## Situation ferroviaire
Établi à 144 mètres d'altitude, le viaduc de Saint-Florent-sur-Cher est situé au sud de la ville, initialement au point kilométrique (PK) 0,5 de la ligne de Saint-Florent-sur-Cher à Issoudun, entre la gare ouverte de Saint-Florent-sur-Cher et la gare fermée de Civray.

## Histoire
La ligne, de moins de 24 km, est mise en service dans sa totalité le 18 décembre 1893, par la Compagnie du chemin de fer de Paris à Orléans (PO).
Le viaduc a été également emprunté du 6 mai 1907 au 1er juillet 1951 par la ligne à voie métrique de Marçais - Lignières - Saint-Florent-sur-Cher, exploitée par la Société Générale des chemins de fer économiques (SE) pour le réseau du Cher.
Le service des voyageurs est fermé sur la totalité de la ligne le 1er décembre 1933, le service marchandises le 9 août 1949 de Saint-Florent à Civray (6 km), le 4 septembre 1959 de Civray à Chârost (5,7 km) et le 3 avril 1972 de Chârost à Issoudun (11,8 km).
Un projet de déviation de la Route nationale 151 par le viaduc fut envisagé de 1997 à 2005, contesté par les habitants qui apprécient le pont devenu un objectif de randonnée utilisé par le Sentier de grande randonnée de pays de la Champagne berrichonne.

## Caractéristiques
C'est un pont droit qui présente les caractéristiques suivantes :
- Largeur pour recevoir deux voies de 1,435 m et une voie métrique
- 14 arches en plein-cintre de 30 m d’ouverture[6]
- Hauteur : 25 m[7].